# Østberlin
Østberlin er den del af det delte Berlin, som fra 1945 til 1990 var hovedstad i den sovjetiske sektor efter Nazitysklands sammenbrud og senere DDR. Fra den 13. august 1961 til den 9. november 1989 var bydelen adskilt fra Vestberlin af Berlinmuren. Officielt hed Østberlin blot Berlin eller Berlin, Hauptstadt der DDR (Berlin, DDR's hovedstad).
I 1948-1952 var Østberlin en delstat i den sovjetiske zone (fra 1949: DDR).
Østberlin bestod af bydelene:
- Friedrichshain
- Hellersdorf
- Hohenschönhausen
- Köpenick
- Lichtenberg
- Marzahn
- Mitte
- Prenzlauer Berg
- Treptow
- Weißensee

Den 3. oktober 1990 blev Vesttyskland og Østtyskland (som da var blevet omdannet til fem nye Bundesländer (ekskl. Berlin)) genforenet, hvorved DDR's og Østberlins formelle eksistens ophørte.
52°31′07″N 13°24′16″Ø / 52.518611111111°N 13.404444444444°Ø